# Partido judicial de Puerto de la Cruz
El partido judicial de Puerto de la Cruz es uno de los 19 partidos judiciales en los que se divide la comunidad autónoma de Canarias , siendo el partido judicial n.º 10  de la provincia de Santa Cruz de Tenerife y uno de los 12 partidos judiciales de dicha provincia.
El ámbito territorial comprende los municipios de :
Puerto de la Cruz